# 7446 Hadrianus
A 7446 Hadrianus (ideiglenes jelöléssel 2249 T-2) a Naprendszer kisbolygóövében található aszteroida. Cornelis Johannes van Houten,  Ingrid van Houten-Groeneveld és Tom Gehrels fedezte fel 1973. szeptember 29-én.